# کوه اوزرن
کوه اوزرن (به لاتین: Ozren) یک کوه در بوسنی و هرزگوین است که در بوسنی و هرزگوین واقع شده‌است.